# Блю Кантрелл
Блю Кантрелл (Blu Cantrell, настоящее имя — Тиффани Кобб; род. 16 марта 1976) — американская R&B/соул-исполнительница, автор собственных песен, номинант премии Грэмми за Bittersweet (как за лучший R&B-альбом 2003 года).

## Биография
Мать Блю Кантрелл была джазовой певицей. Маленькая Тиффани очень любила слушать, как поёт мать, и ещё в юном возрасте уже решила чем будет заниматься дальше. Она много разъезжала по штатам для участия в различных конкурсах.

## Музыкальная карьера
В 2000 году в Атланте Кантрелл отдает свою демо запись для прослушивания продюсеру RedZone Entertainment C. Stewart (aka Tricky). В результате его заинтересовала Блю и он немедленно дал ей работу.
Первое время она была бэк-вокалисткой таких известных артистов как Gerald Levert, Faith Evans, Puff Daddy и Aaron Hall. В это же время Кантрелл начинает записывать треки, которые потом вошли в её дебютный альбом. После прослушивания трека Till I’m Gone президент лейбла Arista Records подписывает с ней контракт. Ещё до выхода альбома сингл Hit 'Em Up Style (Oops!) попадает в 100-хит-парад Биллборда и занимает там 2-ю позицию.
Её дебютный альбом So Blu (2001) занял прочное место в различных десятках, а вот второй альбом Bittersweet (2003) не был таким успешным, но был номинирован на приз Грэмми как лучший R&B альбом года, но к сожалению, безрезультатно.
В 2003 году Блю Кантрелл записала клип совместно с ямайским регги-исполнителем Sean Paul на песню Breathe, что добавило самой Кантрелл популярности. Сам же клип восемь недель возглавлял официальный чарт синглов США.

## Дискография
- So Blu — 2001
- Bittersweet — 2003
- L.A. To L.O. — 2004

## Номинации
Grammy Award 2003 — Лучший R&B альбом года